# Cmentarze w Pińsku
Cmentarze w Pińsku – kompleks cmentarzy w Pińsku na Białorusi położy przy ul. Hajdajenki, precyzyjnej przy ul. Spokojnej, na który składają się:
- Cmentarz Rzymskokatolicki ok. 4 ha
- Cmentarz Prawosławny 4,5 ha
- Cmentarz Żydowski
- Cmentarz Ewangelicki (całkowicie zniszczony)
- Cmentarz Wojskowy Niemiecki z okresu I wojny światowej
- Cmentarz Wojskowy Polski
- Cmentarz Wojskowy Radziecki

Najwięcej nagrobków spośród cmentarzy historycznych zachowało się na cmentarzu katolickim. Pochowani są tu przedstawiciele polsko-białoruskich rodów wyznania katolickiego, m.in. rodziny Skirmunttów - do których należały liczne majątki na Polesiu - i Broel-Platerów oraz księża katoliccy diecezji pińskiej.
Pochowani tu zostali:
- Helena Skirmuntt (1827–1874) – rzeźbiarka i malarka z Kresów.
- Kazimierz Skirmuntt (1824–1893) – właściciel Kołodna na Polesiu.
- Hortensja z Ordów Skirmunttowa (1808–1894) – siostra Napoleona, zamężna z Aleksandrem Skirmunttem z Porzecza, babka Konstancji Skirmuntt (1851-1933).
- Genowefa Broel-Plater (1852–1935) – właścicielka Zapola koło Pińska, córka Wandalina Pusłowskiego.
- Konstancja Skirmuntt (zm. 1933) – publicystka, ostatnia właścicielka Pałacu Butrymowiczów w Pińsku.
- Ignacy Kraszewski (1789–1853) – ziemianin z Borowa, daleki krewny Józefa Ignacego.
- Leon Światopełk-Mirski (1871–1925) – ksiądz prałat w Pińsku.
- Witold Tadeusz Danielewicz-Czeczott (1848–1929) – ksiądz rzymskokatolicki.

Nagrobki mają w większości charakter tradycyjny, kilka z nich zdobią rzeźby aniołów i świętych, na cmentarzu położone są też dwie mogiły w formie murowanych kapliczek.
Na Cmentarzu Żydowskim znajduje się pomnik bohaterów pińskiego getta. Na Cmentarzu Wojskowym Polskim zachowała się mogiła bohatera Powstania Wielkopolskiego, która nazywana jest przez miejscowych Polaków "grobem nieznanego żołnierza".